# Emile Duret
Emile Victor Duret (Strépy-Bracquegnies, 28 maart 1890 - 23 december 1960) was een Belgisch volksvertegenwoordiger, senator en burgemeester.

## Levensloop
Duret werd verkozen tot gemeenteraadslid van Strépy-Bracquegnies in 1921. Hij was schepen van 1921 tot 1931 en burgemeester van 1931 tot 1965.
In 1949 werd hij verkozen tot socialistisch volksvertegenwoordiger voor het arrondissement Zinnik. Hij vervulde dit mandaat tot in 1954. Vervolgens was hij van 1954 tot 1958 provinciaal senator.
Er is een Emile-Duretstraat in Strépy, thans een deelgemeente van La Louvière.